# ربه‌کا بروک
ربه‌کا بروک (انگلیسی: Rebecca Brooke؛ ۲۱ فوریه ۱۹۵۲ – ۱۷ ژوئیه ۲۰۱۲) بازیگر پورنوگرافی اهل ایالات متحده آمریکا بود.